# Pampas de Lacarqui
Pampas de Lacarqui es un caserío peruano ubicado en el distrito de Ayabaca, perteneciente a la provincia homónima del departamento de Piura, al norte del Perú. 

## Ubicación
Pampas de Lacarqui se ubica al noreste de la provincia de Ayabaca, en el distrito de Ayabaca, en el departamento de Piura.

## Demografía
En 2017 Pampas de Lacarqui tenía una población de 57 habitantes.